# احمد کراوع
احمد کراوع (عربی: احمد كراوع؛ زادهٔ ۲۱ آوریل ۱۹۸۹) بازیکن فوتبال اهل لیبی است.
وی همچنین در تیم ملی فوتبال لیبی بازی کرده‌است.